# Collegio plurinominale Sicilia 2 - 03 (2017)
Il collegio elettorale plurinominale Sicilia 2 - 03 è stato un collegio elettorale plurinominale della Repubblica Italiana per l'elezione della Camera tra il 2017 ed il 2022.

## Territorio
Come previsto dalla legge elettorale italiana del 2017, il collegio era stato definito tramite decreto legislativo all'interno della circoscrizione Sicilia 2.
Il collegio comprendeva la zona definita dai quattro collegi uninominali Sicilia 2 - 07 (Paternò), Sicilia 2 - 08 (Ragusa), Sicilia 2 - 09 (Avola) e Sicilia 2 - 10 (Siracusa).

## Dati elettorali

### XVIII legislatura
Come previsto dalla legge elettorale, 386 deputati erano eletti in 63 collegi plurinominali con ripartizione proporzionale a livello nazionale tra le coalizioni e le singole liste che avessero superato la soglia di sbarramento stabilita.
Nel collegio venivano eletti 8 deputati.
| Liste          | Liste                                | Proporzionale | Proporzionale | Proporzionale | Maggioritario | Maggioritario | Maggioritario |  |
| Liste          | Liste                                | Voti          | %             | Seggi         | Voti          | %             | Seggi         |  |
| -------------- | ------------------------------------ | ------------- | ------------- | ------------- | ------------- | ------------- | ------------- |  |
|                | Movimento 5 Stelle                   | 254 702       | 53,46         | 2             | 254 702       | 53,46         | 4             |  |
|                | Forza Italia                         | 86 607        | 18,18         | 1             | 135 303       | 28,40         | –             |  |
|                | Lega                                 | 22 718        | 4,77          | –             | 135 303       | 28,40         | –             |  |
|                | Fratelli d'Italia                    | 14 758        | 3,10          | –             | 135 303       | 28,40         | –             |  |
|                | Noi con l'Italia – UDC               | 11 220        | 2,35          | –             | 135 303       | 28,40         | –             |  |
|                | Partito Democratico                  | 53 562        | 11,24         | 1             | 61 469        | 12,90         | –             |  |
|                | +Europa                              | 4 305         | 0,90          | –             | 61 469        | 12,90         | –             |  |
|                | Civica Popolare                      | 1 969         | 0,41          | –             | 61 469        | 12,90         | –             |  |
|                | Italia Europa Insieme                | 1 633         | 0,34          | –             | 61 469        | 12,90         | –             |  |
|                | Liberi e Uguali                      | 11 823        | 2,48          | –             | 11 823        | 2,48          | –             |  |
|                | Il Popolo della Famiglia             | 3 870         | 0,81          | –             | 3 870         | 0,81          | –             |  |
|                | Potere al Popolo!                    | 2 615         | 0,55          | –             | 2 615         | 0,55          | –             |  |
|                | CasaPound                            | 2 516         | 0,53          | –             | 2 516         | 0,53          | –             |  |
|                | Italia agli Italiani (FN - MSFT)     | 1 502         | 0,32          | –             | 1 502         | 0,32          | –             |  |
|                | Partito Comunista                    | 1 378         | 0,29          | –             | 1 378         | 0,29          | –             |  |
|                | Partito Valore Umano                 | 803           | 0,17          | –             | 803           | 0,17          | –             |  |
|                | Lista del Popolo per la Costituzione | 475           | 0,10          | –             | 475           | 0,10          | –             |  |
| Totale         | Totale                               | 476 456       | 100           | 4             | 476 456       | 100           | 4             |  |
|                |                                      |               |               |               |               |               |               |  |
| Schede bianche | Schede bianche                       | 4 490         | 0,91          |               |               |               |               |  |
| Schede nulle   | Schede nulle                         | 11 479        | 2,33          |               |               |               |               |  |
| Votanti        | Votanti                              | 492 425       | 62,38         |               |               |               |               |  |
| Elettori       | Elettori                             | 789 337       |               |               |               |               |               |  |

## Eletti

### Eletti nei collegi uninominali
| Collegio uninominale | Eletto | Eletto              | Partito |
| -------------------- | ------ | ------------------- | ------- |
| 7. Paternò           |        | Eugenio Saitta      | M5S     |
| 8. Ragusa            |        | Marialucia Lorefice | M5S     |
| 9. Avola             |        | Maria Marzana       | M5S     |
| 10. Siracusa         |        | Paolo Ficara        | M5S     |

### Eletti nella quota proporzionale
| Movimento 5 Stelle            | Forza Italia           | Partito Democratico |
| ----------------------------- | ---------------------- | ------------------- |
|                               |                        |                     |
| Gianluca Rizzo Filippo Scerra | Stefania Prestigiacomo | Fausto Raciti       |

- Tre seggi di spettanza del Movimento 5 Stelle, risultando sovrannumerari, furono assegnati in altre circoscrizioni: uno nella circoscrizione Toscana, uno nella circoscrizione Lazio 1, uno nella circoscrizione Puglia[2]

1. ↑  In data 21.06.2022 aderisce al gruppo Insieme per il futuro.